# Gerhard-Marcks-Haus

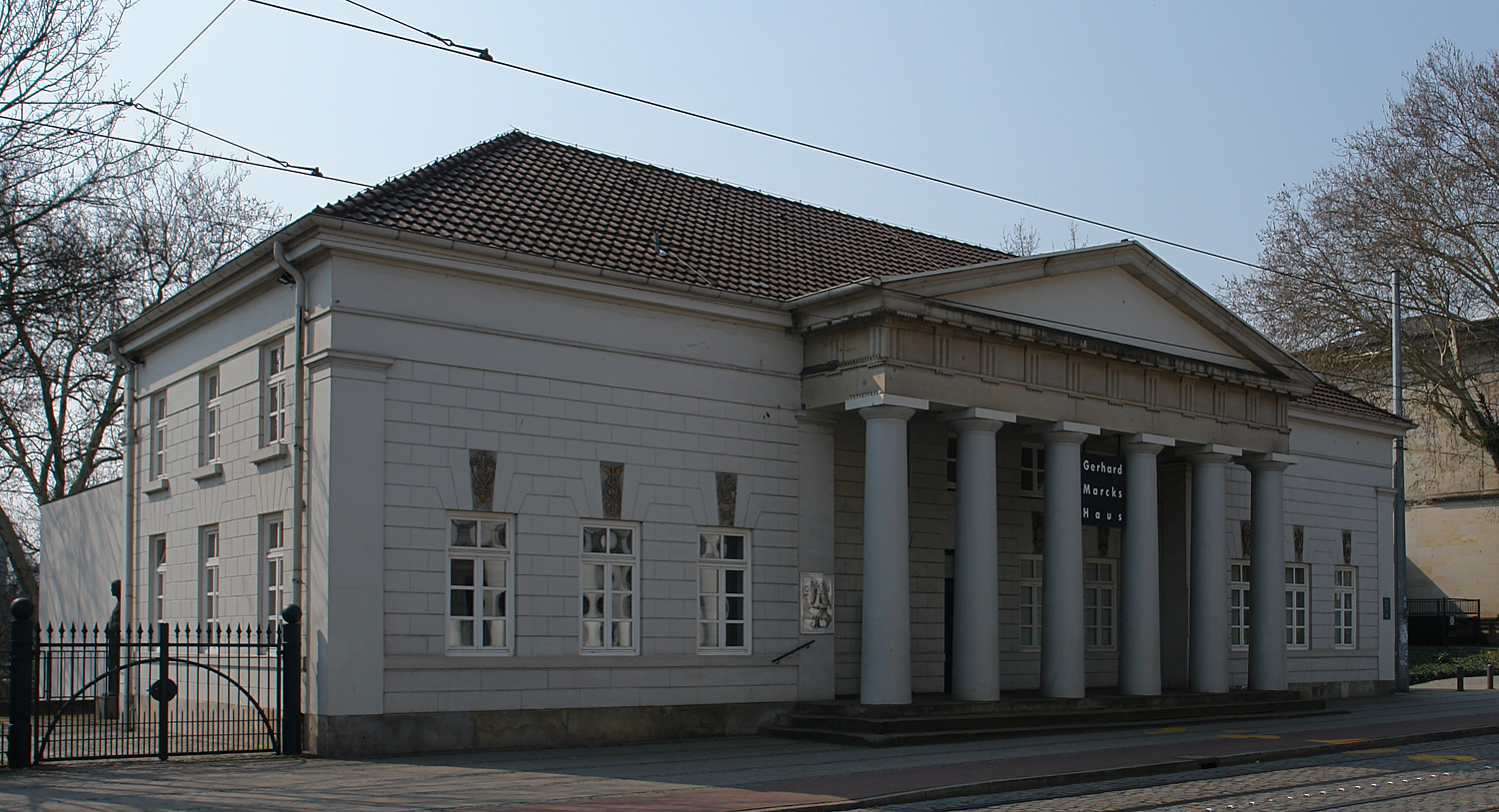
Gerhard-Marcks-Haus

Das Gerhard-Marcks-Haus ist ein Museum für moderne und zeitgenössische Bildhauerei in Bremen. Es liegt am östlichsten Rand des Ortsteils Altstadt unmittelbar neben der Kunsthalle in den Wallanlagen an der Straße Am Wall, die in diesem Abschnitt auch als „Kulturmeile“ bekannt ist.

## Ausstellung
Heutzutage bewahrt das Gerhard-Marcks-Haus den überwiegenden Teil des Nachlasses des Bildhauers und Grafikers Gerhard Marcks. Etwa 430 seiner Plastiken und Skulpturen, 13.000 Handzeichnungen und über 1200 Blatt Druckgrafik bilden den Kern des Sammlungsbestandes. Dieser wird in wechselnden Ausstellungen gezeigt. Darüber hinaus wurden im Laufe der Jahrzehnte die Nachlässe von Waldemar Grzimek und Gerhart Schreiter gesichert und aufgearbeitet. Neben diesen zeigt das Gerhard-Marcks-Haus auch Arbeiten von Reginald Cotterell Butler und anderen, beispielsweise in Sonderschauen Werke von Aristide Maillol, Henry Moore, Marino Marini, Ernst Barlach, Joseph Beuys, Per Kirkeby, Markus Lüpertz, Wadim Abramowitsch Sidur, Alberto Giacometti und Edzard Hobbing.

## Geschichte

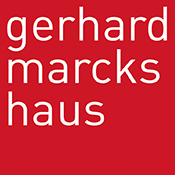
Logo des Museums

Die Räumlichkeiten des Museums besitzen eine lange Bauhistorie. 1823 wurden sie zusammen mit dem Wilhelm-Wagenfeld-Haus auf der gegenüberliegenden Straßenseite nach Plänen von Friedrich Moritz Stamm als klassizistisches Torhausensemble von Wach- und Detentionsgebäude der Ostertorwache erbaut. Das Gebäude steht seit 1973 unter Denkmalschutz.
Marcks besaß gute Kontakte in die Bremer Kulturszene – nicht zuletzt wegen seiner Skulpturen Die Bremer Stadtmusikanten (1953) und Der Rufer (1966), die er für die Hansestadt erarbeitete. 1966 entschied er, wesentliche Teile seines Lebenswerks in Kooperation mit dem Kunstverein und der Stadt in eine Stiftung zu überführen. Drei Jahre darauf konstituierte sich auf Initiative des damaligen Kunsthallendirektors Günter Busch die Gerhard-Marcks-Stiftung. Das von ihr getragene Museum wurde im September 1971 eröffnet. In den 1980er Jahren erweiterte sich der Stiftungszweck hin zur Präsentation und Forschung an der „gesamten“ Bildhauerkunst des 20. Jahrhunderts – einschließlich der Gegenwart. Zur Jahreswende 1990/1991 erfuhr das Museum eine Erweiterung um einen Anbau an der Südseite. Im gleichen Jahr erwarb die Stiftung den auf dem Hausgrundstück stehenden so genannten Pavillon von der Stadt. Bei dem kleinen Häuschen mit quadratischem Grundriss handelte es sich ursprünglich um eine 1904 errichtete öffentliche Bedürfnisanstalt. Man unterzog den Pavillon einer Komplettsanierung und heute dient der einzige helle Innenraum als Ausstellungsfläche für zumeist junge Künstler aus der Region. Seit 1990 werden im Museumsatelier Kurse angeboten, in denen sich Interessierte unter Anleitung von Künstlern in Bildhauerei, Malerei, Zeichnung sowie in der Druckgrafik und dem Holzschnitt versuchen können.
2022 wurde das Museum zum dritten Mal mit dem Museumsgütesiegel des Museumsverbands Niedersachsen und Bremen e. V. ausgezeichnet.